# 鈴木尚典
鈴木 尚典（すずき たかのり、1972年4月10日 - ）は、静岡県浜松市中央区出身の元プロ野球選手（外野手、右投左打）、プロ野球コーチ。現在は横浜DeNAベイスターズの野手コーチを務める。
現役時代はマシンガン打線の中核を担い、2年連続首位打者を獲得するなど「ハマの安打製造機」の異名をとった。
2007年から2008年の登録名は姓名の区切りがない「鈴木尚」（すずきたか）。

## 経歴

### プロ入り前
父が地元のソフトボールチームに所属しており、物心ついたころから父の真似をし野球を始める。左打ちになったのも左打ちの父親の真似をしていた影響である。子どもの頃から巨人ファンで、同じ左打者の吉村禎章に憧れていた。浜松市立南陽中学校時代は浜松シニアでプレーしていたが、シニアの監督が横浜高校で渡辺元智の後輩にあたり、監督の勧めで渡辺が監督を務める横浜高校に進学する。『ドカベン』に憧れ、捕手をしていたが肩を故障したため外野手へ転向。守備に難があったが打撃が良かったので、監督の渡辺は鈴木を使い続けた。入学直後から4番を打ち、二年生時の1989年夏には、第71回全国高等学校野球選手権大会に出場。高校通算39本塁打を記録した長打力が注目された。高校では2学年後輩に丹波幹雄・部坂俊之・中野栄一、実弟の鈴木章仁がいた。
1990年度ドラフト会議にて横浜大洋ホエールズから4位指名を受け入団。

### 現役時代
1991年は二軍で7安打、1992年も二軍で9安打でともに本塁打もゼロと伸び悩み、試合に出場せずバット引きをやっているような日々を送る。
1993年に球団名が大洋ホエールズから横浜ベイスターズに変わった事で首脳陣も一新され、二軍の打撃コーチに配属された竹之内雅史の指導により徐々に打撃が開花。同年シーズンは一年を通じて二軍の4番打者を打ち、打率.280、9本塁打、47打点という結果を残した。
1994年は主に代打で一軍の試合に出場した。8月9日の対読売ジャイアンツ戦（東京ドーム）で、槙原寛己からプロ入り初本塁打となる代打満塁本塁打を放つ。この打席で凡退したら二軍落ちする事が決まっており、一軍定着を決める一打となった。
1995年はスターティングメンバーでの出場が増え、3番打者を任されることが増えた。7月16日の対巨人戦（横浜スタジアム）で、木田優夫から9回2死一・二塁の場面で逆転サヨナラ3ラン本塁打を放った。
1996年には自身初の規定打席に到達し、打率.299を記録するなどさらに成績を向上させた。主砲のグレン・ブラッグスの不調により、4番打者での起用も増えるようになる。この年の最終戦で1本もヒットを打てず打率が3割に乗らなかった悔しさが、翌年からの活躍の原動力になる。
1997年は、オープン戦でクロスプレーの際に首を怪我したため腕も上がらない状態になり、開幕からしばらく不調が続く。5月に入っても調子が上がらなかったが、いつまでも怪我のせいにしていても仕方がないと考え方を改め、集中力を取り戻すと打率は.335まで上がり、初のタイトルとなる首位打者を獲得した。また横浜の日本人野手としては1985年の田代富雄以来12年ぶりとなる本塁打20本以上（21本塁打）を記録する。同年のシーズンオフには石井琢朗とともに、横浜の生え抜きの野手としては初めての1億円プレイヤーとなる。
1998年からは憧れの選手だった吉村禎章にあやかり、背番号を7へ変更。同年のシーズンは最多安打こそ1本差で同僚の石井琢朗が獲得したが、前田智徳、坪井智哉とのタイトル争いに競り勝ち、2年連続となる首位打者を獲得。マシンガン打線の中心選手として活躍し、チームの38年ぶりの優勝に貢献した。西武ライオンズとの日本シリーズでは初戦で先制タイムリー、2戦目に4打数4安打2盗塁を記録するなど、5戦目まで全てでマルチヒットを放つ。最終的には打率.480（通算25打数12安打）、シリーズ新記録の9得点をマークする活躍で日本一にも貢献、シリーズMVPを獲得した。
なお、同年シーズンの首位打者争いは鈴木の打率が.337、広島東洋カープの前田智徳が.335の状態で残り試合は両チームの直接対決のみとなったが、横浜の監督の権藤博が試合前に「広島が前田を出場させるのなら、鈴木を休ませ、前田を全打席敬遠させる」と発言した。これを聞いた前田が「ファンにみっともないものを見せたくない。敬遠されるくらいなら試合に出ない」と出場を拒否したため、結果的に両選手欠場のまま、鈴木の首位打者獲得となった。
3年連続の首位打者を目指した1999年も好調を保ち、.328の高打率を残すも首位打者は驚異的な成績をあげた同僚のロバート・ローズが獲得し、打率リーグ3位に終わる。猛打賞20回、年間満塁本塁打3本を記録し、球団新記録となる110得点を残すが、緒方孝市の111得点に及ばずリーグ最多得点はならなかった。しかしながら安打数、打点数などは自己最高記録であった。
2000年は1997年以来の20本塁打を放ち、この年限りで廃止された最多勝利打点の最後の受賞者となった。しかし、前半戦の不調が響き4年連続の打率3割はならなかった。
2001年は、前年のシーズン限りでローズが退団し、新監督の森祇晶から不在だった4番打者に指名された鈴木は、春季キャンプの臨時コーチを務めた落合博満から指導を受ける。「バッティング練習の時からバックスピンを掛けて打ち上げる練習しろ」と指導され、バックネットに向かってバックスピンポップフライの練習し、飛距離を伸ばす訓練を行った。しかし、本来の打撃フォームからずれていき、打率こそ3割を超えたものの本塁打は6本にとどまるなど、打撃に微妙な狂いを見せ始める。6月24日の巨人戦で、左打者としてはプロ野球史上初の1試合3併殺打を記録。翌2002年シーズンは打率3割を切り、さらに成績を落とした。故障もあり出場試合数は100試合未満にとどまった。
2003年は、打点こそ57止まりだったものの本来の打撃を取り戻し、153安打、打率.311、19本塁打を記録し復調を果たす。
2004年は、監督の山下大輔の構想に沿って開幕から攻撃型の2番打者として起用されるも、打順を意識し過ぎたためか再び打撃不振に陥った。レフトのポジションは佐伯貴弘に奪われ、同じく外野手の横浜高校の後輩の多村仁の台頭でその存在感が薄れた。低迷が長期化した鈴木は、この年を境にして出場機会を大きく減らすことになる。
2005年は、中日ドラゴンズとの開幕戦、9回裏無死で立浪和義の打球にダイビングキャッチを試みるも後逸し、三塁打にしてしまい、チームはこの後アレックス・オチョアにセ・リーグ初の開幕戦サヨナラ満塁本塁打を浴び、敗戦を喫する。その後も拙守や打撃不振が続いたことや、守備力を重視する牛島和彦新監督に堅実な守備力を買われた小池正晃がレフトに定着したため、スタメン出場が激減。打率も.215とレギュラー定着以後自己最低と言える成績に終わった。
2006年は、肩の故障などもあり開幕は二軍スタートとなった。しかし二軍では満塁本塁打を放つなど打率.386の好成績を残し、5月11日に一軍に合流。主に代打や指名打者として起用され、特に代打時の打率は.380を記録するも、同年のシーズンオフに球団からプロ野球史上野手では2番目の減俸額となる1億3,000万円（59%）ダウンの年俸9,000万円を提示され、契約を結んだ。牛島監督時代の2年間は守備力を重視するチーム方針もあり、代打、もしくは交流戦での指名打者に出場機会がほぼ限定されていた。
2007年から本人の希望により、背番号を入団当初につけていた51へ戻し、7番は巨人から移籍してきた仁志敏久に譲る。また、登録名も「鈴木尚」とした。この年に横浜監督に復帰した大矢明彦は「横浜再建」三本柱のひとつに「鈴木再生」を挙げ、「泥にまみれて一からやり直してもらう」と奮起を促した。多村の退団もあり、この年のシーズンは若手との熾烈なレギュラー争いに加わることになった。開幕後の4月こそ黒田博樹から決勝本塁打を放つなど打率3割を打ち活躍を見せるも、5月以降は調子を落とす。6月はノーヒットで終わるなど不振を極め、8月には一旦登録を抹消された。最終的には打率.232、3本塁打に終わり、レギュラー奪取はならなかった。シーズンオフに年俸は、前年のシーズンから3,500万円（39%）ダウンの5,500万円まで下がり、一時は2億円を超えていた年俸は2年で4分の1になった。
2008年は吉村裕基の外野再転向や、小関竜也、ラリー・ビグビー、大西宏明らの加入もあり、外野のレギュラー競争はさらに激化することとなった。オープン戦で打率.241だったものの何とか開幕一軍入りを果たし、開幕後は左の代打要員として起用されたが、成績は打率.200、打点0と低迷し、5月7日に登録を抹消された。二軍では打率4割を打つなど活躍し、8月17日に怪我で一軍登録抹消をされたビグビーに代わり、左の代打要員として昇格。昇格後は2本塁打を放ったが、打率は2割半ばで得点圏打率は1割台と低迷。そして10月6日、球団から戦力外通告を受け、同時に二軍の育成コーチ就任を要請される。鈴木は他球団でプレーをする道を模索するか、現役を引退をしてコーチに就任するのか決断を保留していたが、10月14日に現役引退を発表。10月13日、シーズン最終戦の対東京ヤクルトスワローズ戦（神宮球場）で6回表1アウト走者なしの場面で代打起用され、押本健彦にファーストゴロに打ち取られた打席が結果的に現役最終打席となった。引退を決意した理由について本人は「横浜への愛着が強く、他球団のユニフォームを着てプレーする自分が想像できなかった」と自身のブログなどでコメントしている。10月17日に記者会見を行い、現役引退と湘南シーレックス育成コーチ就任を正式に発表。

### 現役引退後
2009年3月22日、横浜スタジアムでの巨人とのオープン戦で引退試合が行われた。鈴木は3回裏に仁志の代打として現役時代の背番号51のユニフォームを着て出場。セス・グライシンガーからライトへ本塁打を放ち、有終の美を飾った。セレモニーでは高校時代も含めて21年間プレーした横浜への愛着やファンに対する感謝の気持ちを述べ、最後に「今日は一日、選手に戻れて幸せでした。18年間、本当にありがとうございました」と締めくくった。
2009年は湘南シーレックス育成コーチ、2010年は同球団打撃コーチを務めた。
2010年シーズン限りでのコーチ退任後も横浜球団に残り、球団職員としてNPO法人ベイスターズ・ベースボールアカデミーでの活動の他、テレビ神奈川で中継される横浜戦（『横浜DeNAベイスターズ熱烈LIVE』）の解説も務めた。
2013年以降はNPB12球団ジュニアトーナメントにおいてベイスターズジュニアチームの監督を務めており、4年目となる2016年大会においてチームの初優勝を成し遂げた。
2019年10月31日、2020年シーズンよりベースボール・チャレンジ・リーグ（ルートインBCリーグ）に加盟する神奈川フューチャードリームスの監督に就任することが発表された。
2020年8月28日、新型コロナウイルス感染を発表した荒波翔の濃厚接触者であったため、自宅待機を要し（鈴木自身は陰性）、9月4日から8日までの間に行われた3試合はヘッドコーチの林裕幸が代理監督を務めた。この年は史上初となる参入初年度でのリーグ優勝を達成した。
2021年は7月28日に監督通算50勝を達成するも、東地区3位に終わり連覇は果たせなかった。10月27日、監督退任が発表された。
2021年11月3日、2022年から12年ぶりに一軍打撃コーチとして横浜DeNAベイスターズに復帰することが発表された。背番号は77。
2025年からは田代富雄、大村巌、石井琢朗、柳田殖生の4コーチと共に役職が一軍・二軍の区別のない野手コーチに変更となった。

## 選手としての特徴
懐の深い打撃フォームから内角のボールを巧みにさばく技術に加え、卓越したバットコントロールと勝負強さで安打を量産する好打者。
バットの出し方が柔らかく、ファールになる確率の高い内角の難しいコースも両肘を上手く使いヒットゾーンに打球を運んでいた。他の選手からは「あの打ち方は真似ができない」と言われ、「内角打ちの天才」と一目置かれる存在だった。打席では一球で仕留める事と、どれだけ強い打球を打てるかを大事にしていた。
1998年は、横浜“マシンガン打線”の三番打者を担い、二年連続となる首位打者を獲得。チームの38年ぶりの日本一に大きく貢献した。生涯打率（4000打数以上）.303は、NPB歴代16位で、横浜の球団歴代1位の成績である
守備では主に左翼を守り、足は速く打球判断もよかったが、肩が強くなくスローイングに弱点を抱えていた。そのため、晩年はチームが守備力を重視した布陣になるとスタメンでの出場機会を失い、代打として起用されることが多くなっていった。

## 人物
現役時代の愛称は「ハマの安打製造機」。チームメイトからは「スーさん」と呼ばれていた。
野球に対するストイックな姿勢より、「球道一心」のキャッチフレーズが横断幕にも掲げられ親しまれた。
現役時代はシュアプレイ（三共スポーツ）とアドバイザリー契約を結び、シュアプレイのバットやグローブを使用していた。
大洋OBで横浜の打撃コーチを務めた高木由一とは師弟関係であり、入団後なかなか一軍で良い成績を残せずにいた鈴木は、オフの期間に1週間から10日に1回のペースで高木の自宅に招かれ、駐車場で打撃指導を受けていた。二人三脚で汗を流した結果、打撃が開花し、1997年の初の首位打者獲得に繋げている。
2歳下の弟に横浜高校でともにプレーし、法政大学、三菱自動車川崎に所属した元社会人野球選手の鈴木章仁がいる。
2003年に横浜の初代オフィシャルリポーターだった長澤百代と結婚し、その後子どもも誕生している。

## 詳細情報

### 年度別打撃成績
| 年 度      | 球 団      | 試 合 | 打 席 | 打 数 | 得 点 | 安 打 | 二 塁 打 | 三 塁 打 | 本 塁 打 | 塁 打 | 打 点 | 盗 塁 | 盗 塁 死 | 犠 打 | 犠 飛 | 四 球 | 敬 遠 | 死 球 | 三 振 | 併 殺 打 | 打 率 | 出 塁 率 | 長 打 率 | O P S |
| ---------- | ---------- | ----- | ----- | ----- | ----- | ----- | -------- | -------- | -------- | ----- | ----- | ----- | -------- | ----- | ----- | ----- | ----- | ----- | ----- | -------- | ----- | -------- | -------- | ----- |
| 1991       | 大洋 横浜  | 1     | 3     | 3     | 0     | 0     | 0        | 0        | 0        | 0     | 0     | 0     | 0        | 0     | 0     | 0     | 0     | 0     | 1     | 0        | .000  | .000     | .000     | .000  |
| 1993       | 大洋 横浜  | 12    | 24    | 22    | 3     | 6     | 2        | 0        | 0        | 8     | 1     | 0     | 0        | 0     | 1     | 1     | 0     | 0     | 2     | 0        | .273  | .292     | .364     | .655  |
| 1994       | 大洋 横浜  | 48    | 81    | 77    | 6     | 20    | 0        | 1        | 3        | 31    | 8     | 0     | 1        | 0     | 0     | 3     | 0     | 1     | 18    | 1        | .260  | .296     | .403     | .699  |
| 1995       | 大洋 横浜  | 117   | 372   | 336   | 48    | 95    | 20       | 1        | 14       | 159   | 58    | 3     | 1        | 1     | 5     | 28    | 0     | 2     | 65    | 6        | .283  | .337     | .473     | .810  |
| 1996       | 大洋 横浜  | 111   | 410   | 355   | 66    | 106   | 15       | 0        | 13       | 160   | 62    | 6     | 2        | 2     | 3     | 47    | 2     | 3     | 79    | 7        | .299  | .382     | .451     | .833  |
| 1997       | 大洋 横浜  | 125   | 534   | 478   | 76    | 160   | 30       | 4        | 21       | 261   | 83    | 11    | 8        | 0     | 3     | 48    | 4     | 5     | 82    | 6        | .335  | .399     | .546     | .945  |
| 1998       | 大洋 横浜  | 131   | 583   | 514   | 92    | 173   | 30       | 6        | 16       | 263   | 87    | 3     | 7        | 0     | 4     | 61    | 2     | 4     | 96    | 10       | .337  | .408     | .512     | .920  |
| 1999       | 大洋 横浜  | 134   | 613   | 542   | 110   | 178   | 31       | 6        | 17       | 272   | 92    | 7     | 4        | 1     | 6     | 57    | 0     | 7     | 109   | 10       | .328  | .395     | .502     | .897  |
| 2000       | 大洋 横浜  | 134   | 607   | 552   | 91    | 164   | 32       | 4        | 20       | 264   | 89    | 6     | 0        | 0     | 6     | 43    | 2     | 6     | 85    | 15       | .297  | .351     | .478     | .829  |
| 2001       | 大洋 横浜  | 122   | 516   | 454   | 56    | 143   | 22       | 1        | 6        | 185   | 57    | 15    | 4        | 1     | 5     | 51    | 4     | 5     | 72    | 9        | .315  | .386     | .407     | .794  |
| 2002       | 大洋 横浜  | 99    | 410   | 380   | 34    | 107   | 19       | 0        | 9        | 153   | 42    | 3     | 3        | 2     | 2     | 17    | 4     | 9     | 63    | 7        | .282  | .326     | .403     | .729  |
| 2003       | 大洋 横浜  | 133   | 522   | 492   | 67    | 153   | 30       | 0        | 19       | 240   | 57    | 6     | 4        | 0     | 0     | 24    | 1     | 6     | 83    | 12       | .311  | .351     | .488     | .838  |
| 2004       | 大洋 横浜  | 80    | 168   | 150   | 18    | 40    | 9        | 0        | 1        | 52    | 21    | 1     | 0        | 2     | 4     | 9     | 0     | 3     | 25    | 7        | .267  | .313     | .347     | .660  |
| 2005       | 大洋 横浜  | 65    | 86    | 79    | 2     | 17    | 3        | 0        | 0        | 20    | 9     | 0     | 0        | 0     | 1     | 4     | 1     | 2     | 23    | 1        | .215  | .267     | .253     | .521  |
| 2006       | 大洋 横浜  | 61    | 86    | 82    | 10    | 27    | 5        | 3        | 2        | 44    | 13    | 0     | 0        | 0     | 1     | 2     | 0     | 1     | 16    | 0        | .329  | .349     | .537     | .885  |
| 2007       | 大洋 横浜  | 95    | 260   | 237   | 27    | 55    | 12       | 1        | 3        | 78    | 17    | 1     | 0        | 0     | 2     | 21    | 1     | 0     | 48    | 9        | .232  | .292     | .329     | .621  |
| 2008       | 大洋 横浜  | 49    | 49    | 45    | 3     | 12    | 0        | 1        | 2        | 20    | 4     | 0     | 0        | 0     | 0     | 3     | 1     | 1     | 10    | 1        | .267  | .327     | .444     | .771  |
| 通算：17年 | 通算：17年 | 1517  | 5324  | 4798  | 709   | 1456  | 260      | 28       | 146      | 2210  | 700   | 62    | 34       | 9     | 43    | 419   | 22    | 55    | 877   | 101      | .303  | .363     | .461     | .824  |

- 各年度の太字はリーグ最高
- 大洋（横浜大洋ホエールズ）は、1993年に横浜（横浜ベイスターズ）に球団名を変更

### タイトル
- 首位打者：2回（1997年、1998年）※2年連続はセ・リーグ4位タイ
- 最多勝利打点：2回（1997年、2000年） ※特別賞

### 表彰
- ベストナイン：2回（外野手部門：1997年、1998年）
- 日本シリーズMVP：1回（1998年）
- 月間MVP：1回（野手部門：1997年7月）
- 優秀JCB・MEP賞：1回（2000年）

### 記録
初記録
- 初出場・初先発出場：1991年10月14日、対中日ドラゴンズ27回戦（ナゴヤ球場）、6番・右翼手で先発出場
- 初打点：1993年6月26日、対中日ドラゴンズ14回戦（ナゴヤ球場）、9回表に吉田太から
- 初安打：1993年7月1日、対ヤクルトスワローズ12回戦（横浜スタジアム）、8回裏に伊東昭光から中前安打
- 初本塁打：1994年8月9日、対読売ジャイアンツ17回戦（東京ドーム）、4回表に有働克也の代打として出場、槙原寛己から右越満塁
- 初盗塁：1995年8月5日、対読売ジャイアンツ19回戦（横浜スタジアム）、1回裏に二盗（投手：斎藤雅樹、捕手：村田真一）

節目の記録
- 100本塁打：2000年9月14日、対ヤクルトスワローズ24回戦（明治神宮野球場）、5回表にドナルド・レモンから中越ソロ ※史上211人目
- 1000安打：2001年7月31日、対広島東洋カープ14回戦（広島市民球場）、1回表に高橋建から左前先制適時打 ※史上206人目
- 1000試合出場：2002年7月28日、対広島東洋カープ16回戦（函館オーシャンスタジアム）、3番・左翼手で先発出場 ※史上380人目
- 1500試合出場：2008年9月13日、対中日ドラゴンズ19回戦（横浜スタジアム）、5回裏に桑原謙太朗の代打で出場 ※史上163人目

その他の記録
- オールスターゲーム出場：4回（1997年 - 1999年、2001年）

### 背番号
- 51（1991年 - 1997年、2007年 - 2008年）
- 7（1998年 - 2006年、2020年 - 2021年）
- 86（2009年）
- 77（2010年、2022年 - ）